# Tatarbunarský rajón
Tatarbunarský rajón (ukrajinsky Татарбунарський район) byl rajón v Oděské oblasti na Ukrajině. Hlavním městem byly Tatarbunary a rajón měl přibližně 38 tisíc obyvatel. 

## Sídla v rajónu
- Tatarbunary